# Walk (canción de Foo Fighters)
«Walk» es una canción de la banda estadounidense Foo Fighters, lanzada como sencillo el 6 de junio de 2011. Incluida originalmente en su séptimo álbum de estudio titulado Wasting Light. Escrita por el cantante Dave Grohl.
Realizado por el productor Butch Vig. Lideró las listas de música rock del Reino Unido y de la revista Billboard de los Estados Unidos, incluyendo el Alternative Songs, Mainstream Rock Tracks y Rock Songs. El tema fue interpretado en vivo en Saturday Night Live y en Letterman Webcast 2011. Fue galardonada con los premios Grammy a la mejor canción de rock y mejor actuación de rock y su video musical ganó MTV Video Music Awards al Mejor video rock.
Esta canción es mostrada en el video de introducción de Edge al salón de fama de WWE
La canción Walk, cierra el álbum con una declaración de principios: No me quiero morir nunca (“I never wanna die”).

## Vídeo
El vídeo fue dirigido por Sam Jones y es una parodia la película Un día de furia. En él se muestra a Dave Grohl en un auto pequeño de color café en un atasco. Pierde el control y sale del coche dejándolo tirado en la calle ante la indignación de los demás conductores.
Empieza una caminata, durante la cual, Grohl lanza su móvil por un puente, estrella una hamburguesa en la cara de un vendedor (Nate Mendel), golpea a un dependiente de un almacén (Pat Smear), destruye una cabina telefónica, golpea a un atracador y atropella con un coche de golf a un golfista (Chris Shiflett)  cuyo compañero le había lanzado una pelota de golf (Taylor Hawkins).
La policía lo busca, llega a la sala de ensayo de Foo Fighters, la banda toca por unos breves momentos antes de que llegue la policía y paralice a Grohl con una pistola eléctrica y lo lleven preso.
Luego de eso se muestra una breve escena en la que la banda (excepto Grohl) bromea con la policía.
Para el álbum Wasting Light, Dave Grohl convirtió a los Foo Fighters en una banda de garaje, literalmente. El grupo hizo el disco siguiendo el estilo “háztelo tú mismo”, con grabadoras analógicas de la vieja escuela en el garaje de la casa que el líder del grupo tiene en Los Ángeles (un garaje que no es para aparcar un solo vehículo, sino que cabría una flota entera). En una entrevista en el semanario L.A. Weekly, el mismo Grohl explicó cómo el hecho de hacerlo a lo casero había tenido un profundo efecto en sus letras: “Al final del disco junté las once canciones, las escuché y empecé a darme cuenta de que en las letras de todas ellas hay hilos en común. Me percaté de que el disco va del mismo disco. Estás rodeado de familia, amigos, nostalgia y cantas sobre los últimos 20 años de tu vida, que se convierte en parte del proceso”.
La influencia de la gente querida es muy evidente en este himno al optimismo curativo, que nos muestra a Grohl aprendiendo a andar de nuevo después de descarriarse. Pone de manifiesto una renovada sed de vida al gritar repetidamente “¡No quiero morir nunca!”
El vídeo del tema es en realidad un homenaje a la película de 1993 “Falling Down” (traducida por Un día de furia) dirigida por Joel Schumacher y protagonizada por Michael Douglas. La película va del estrés y la tensión que provoca la cotidianidad en la ciudad y la frustración que ésta genera en muchas personas hasta el punto de estallar.

## Posicionamiento en listas
| Lista (2011)                                | Mejor posición |
| ------------------------------------------- | -------------- |
| Australia (ARIA Charts)                     | 57             |
| Austria (Ö3 Austria Top 40)                 | 49             |
| Bélgica (Flandes) (Ultratop 50)             | 25             |
| Bélgica (Valonia) (Ultratip Bubbling Under) | 34             |
| Canadá (Hot 100)                            | 49             |
| Estados Unidos (Billboard Hot 100)          | 83             |
| Estados Unidos (Alternative Songs)          | 1              |
| Estados Unidos (Mainstream Rock Tracks)     | 1              |
| Estados Unidos (Rock Songs)                 | 1              |
| Japón (Japan Hot 100)                       | 32             |
| Nueva Zelanda (Recorded Music NZ)           | 38             |
| Países Bajos (Dutch Top 40)                 | 31             |
| Reino Unido (The Official Charts Company)   | 57             |
| Reino Unido (UK Rock Chart)                 | 1              |
| Suiza (Schweizer Hitparade)                 | 74             |

### Sucesión en listas
| Anterior: «Pumped Up Kicks» de Foster the People | Alternative Songs — Sencillo Nro 1 6 de agosto de 2011 — 20 de agosto de 2011           | Siguiente: «The Adventures of Rain Dance Maggie» de Red Hot Chili Peppers |
| Anterior: «Lowlife» de Theory of a Deadman       | Mainstream Rock Tracks — Sencillo Nro 1 10 de septiembre de 2011 — 7 de octubre de 2011 | Siguiente: «Not Again» de Staind                                          |